# Heinrich Steiner
Heinrich Steiner (Kaiserslautern, 16 ottobre 1911 – Roma, 29 gennaio 2009) è stato un pittore e incisore tedesco.
Heinrich Steiner nacque a Kaiserslautern nel 1911, figlio di un direttore di teatro. Nel 1926 visitò il college di arti e mestieri di Altona, Amburgo e dal 1927 al 1929 studiò scenografia tra il teatro nazionale di Amburgo e quello di Berlino. Successivamente fu attivo come scenografo nel teatro "Am Gärtnerplatz" a Monaco di Baviera. Dall'anno 1932 al 1934 studiò all'Accademia delle belle arti di Monaco di Baviera, con Karl Caspar. Visse tra il 1934 e il 1938 come scenografo freelance a Düsseldorf e fece viaggi di studio a Parigi, Colmar, Strasburgo, Amsterdam e Zurigo.
Heinrich Steiner lasciò la Germania nel 1938 e andò a Firenze, dove si unì al circolo di artisti tedeschi in Italia. Uno studente di Henri Matisse - Rudolf Levy ebbe particolare influenza sull'arte di Steiner. A Firenze, studiò all'Accademia Fiorentina di Felice Carena e visse nella Guesthouse Bandini in Piazza Santo Spirito a Firenze, assieme ad artisti tedeschi come Rudolf Levy ed Eduard Bargheer. Nel 1939 esibì i suoi dipinti a Firenze per la prima volta. Ulteriori esibizioni a Venezia e Milano seguirono. Nel 1946, gli venne assegnato il "Premio Colomba" per gli stranieri alla Biennale di Venezia. Nella stessa Biennale, sono stati premiati anche Carlo Carrà e Massimo Campigli. Il principale mercante d'arte di Venezia, Carlo Cardazzo, lo prese sotto contratto. Nel 1948 si trasferì a Venezia. Nel 1949 il contratto di Cardazzo non venne rinnovato e tornò a Firenze.
Nel 1950 sposò Giuliana Toti a Firenze e tornò in Germania, dove lavorà come pittore e insegnante d'arte. Steiner era fu un membro del movimento d'arte di secessione Palatinato, come Hans Purrmann, Edvard Frank e Will Sohl. Nel 1953 gli venne assegnato il premio Palatinato per la pittura dalla città di Kaiserslautern e tenne lì una mostra. Ulteriori esibizioni si svolsero al Kunstverein di Oldenburg, alla Galleria Westend di Francoforte, scuola nazionale d'arte a Magonza e la Galleria "L'attico esse arte" di Roma.
Nel 1974, Steiner tornò in Italia e visse e lavorò a Roma e a Lerici. Morì a Roma, Italia, nel 2009.
| Controllo di autorità | VIAF (EN) 807938 · ISNI (EN) 0000 0000 8349 8369 · CERL cnp02033874 · LCCN (EN) nr94021363 · GND (DE) 118753193 · J9U (EN, HE) 987007436719005171 · CONOR.SI (SL) 138292579 |